# Ghiacciaio Toynbee
Il ghiacciaio Toynbee è ghiacciaio lungo circa 31 km e largo 9, situato sull'isola Alessandro I, al largo della costa della Terra di Palmer, in Antartide. Il ghiacciaio si trova sulla costa nord-orientale dell'isola, dove fluisce dapprima verso nord, partendo dal lato orientale del monte Stephenson e scorrendo tra i monti Tilley e Tyrrell, nella dorsale Arenite, a est, e i monti Huckle e Spivey, nella dorsale Douglas, a ovest, per poi virare verso est ed entrare nel canale di Giorgio VI.

## Storia
Il ghiacciaio Toynbee è stato inizialmente fotografato nel 1937 durante una ricognizione aerea effettuata nel corso della spedizione britannica nella Terra di Graham, al comando di John Rymill, ed è stato poi oggetto di una nuova ricognizione svolta nel 1948 parte del British Antarctic Survey (al tempo ancora chiamato "Falkland Islands Dependencies Survey", FIDS). Il seguito, il ghiacciaio è stato così battezzato in onore di Patrick A. Toynbee, un pilota del FIDS di base all'isola Stonington nel 1948 e nel 1949.